# 퍼스널 시스템/2 모델 30

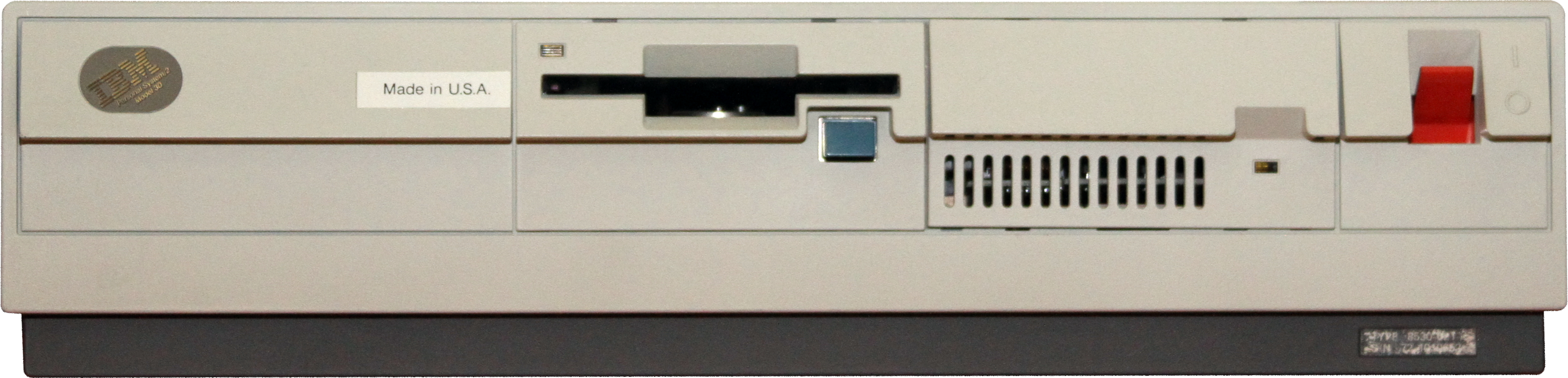
모델 30

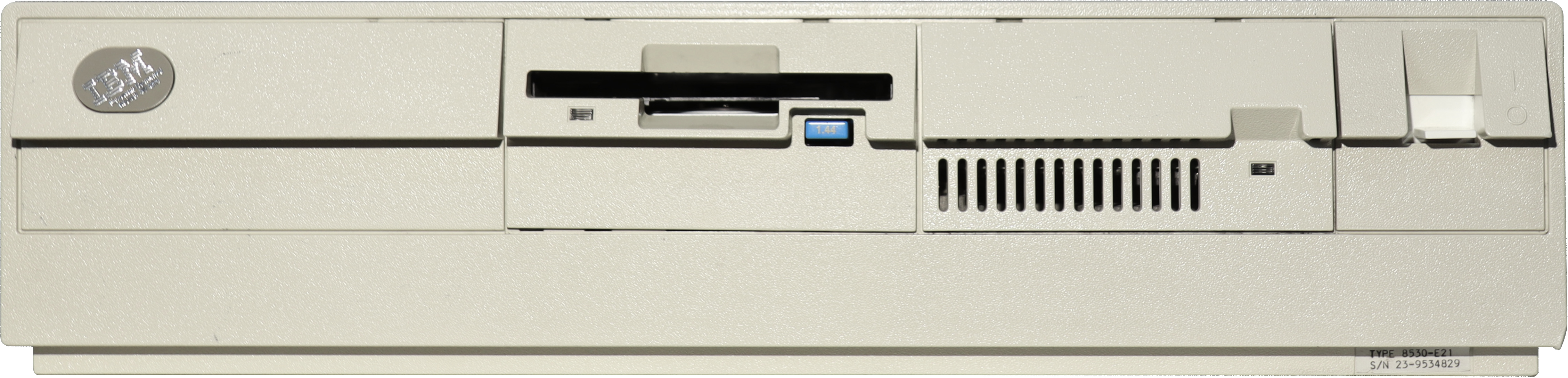
모델 30 286

퍼스널 시스템/2 모델 30(Personal System/2 Model 30) 및 퍼스널 시스템 2/모델 30 286(Personal System/2 Model 30 286)은 IBM의 퍼스널 시스템/2(PS/2) 개인용 컴퓨터 제품군에 속하는 보급형 데스크톱 컴퓨터이다. 마이크로 채널 버스 아키텍처를 사용하는 PS/2 라인의 고급 제품과 달리 모델 30은 산업 표준 아키텍처 버스를 갖추고 있어 이전 제품인 PC/XT 및 PC/AT의 확장 카드를 사용할 수 있다. 오리지널 PS/2 모델 30은 8MHz 클럭의 인텔 8086 마이크로프로세서를 기반으로 제작되었다. 모델 30 286은 10MHz로 클럭되는 인텔 80286을 갖추고 있다.

## 판매
시장 조사 회사인 데이터퀘스트에 따르면 모델 30의 판매는 처음 몇 달 동안 평범했다. 예를 들어, 1987년 6월 주문 잔량이 없는 것은 PS/2 라인업 중 유일한 항목이었다. 모델 30은 1987년 4월 초부터 5월 말 사이에 판매된 PS/2 250,000대 중 10%에 불과했다. 컴퓨터월드는 일부 판매점에서 판매 부진에 대응하여 모델 30 재고를 최대 20%까지 할인하고 있다고 보도했다. 모델 30을 조기에 채택한 기업은 고객 예약 시스템을 위해 11,000대를 구매한 델타 항공이었다. 데이터퀘스트의 노먼 드윗(Norman Dewitt)은 모델 30이 PC/AT 및 PC/XT의 남은 재고가 고갈될 때까지 인위적으로 높은 가격에 판매되었다고 추측했다. 시장에서의 상대적인 부진한 성능에도 불구하고 모델 30은 소매점에서 모든 PS/2 중 최고를 판매했다. 1988년 모델 30 286은 PS/2 라인이 전체적으로 저조한 성능을 보였던 부문인 저가형 단일 사용자 시스템 사용자를 대상으로 한 IBM의 시도로 간주되었다. 윈 L. 로슈(Winn L. Rosch)는 이것이 "호환성 제조업체를 약화시키려는 의도"로 개인용 컴퓨터 시장에서 IBM의 손실 리더라고 추측했다.